# Bernac-Debat
Bernac-Debat település Franciaországban, Hautes-Pyrénées megyében. Lakosainak száma 739 fő (2022. január 1.). Bernac-Debat Allier, Arcizac-Adour, Barbazan-Dessus, Bernac-Dessus, Momères, Saint-Martin és Salles-Adour községekkel határos.

## Népesség
A település népességének változása:
| Lakosok száma | 668  | 669  | 690  | 683  | 694  | 706  | 724  | 730  | 739  |
|               | 2013 | 2015 | 2016 | 2017 | 2018 | 2019 | 2020 | 2021 | 2022 |